# 森·尼爾
森·尼爾，OBE（英語：Sam Neill，1947年9月14日—）是一名新西蘭男演員。尼爾最著名的作品為《侏羅紀公園》及《鋼琴別戀》，而近作則有《都鐸王朝》。

## 生平
尼爾全名是Nigel John Dermot Neill，在英國北愛爾蘭出生。他父親Dermot Neill是新西蘭軍官，母親Priscilla則是英格蘭人；尼爾為兩人的第二名兒子。
他畢業於紐西蘭坎特伯雷大學英國文學系，其間已有在校園參與話劇演出。其後又在一些電影製作片場擔任導演。至1977年才正式以演員身份參演電影，第一部作品為該國電影《睡狗》（Sleeping Dogs）；後來又在澳洲電影《我的燦爛事業》（My Brilliant Career）登場。
1981年他獲好萊塢賞識，得到演出國際大片之機會。1981年參演《最後的衝突》（Omen III: The Final Conflict）；後來曾獲選作占士邦系列之主角人選，惟最終不敵提摩西·達頓。
他最為人熟悉之演出，則是1993年之《侏儸紀公園》。

## 演出作品
- 《著魔》（Possession, 1981年）
- 《天魔3》（Omen III The Final Conflict, 1981年）
- 《Z字特攻隊》（Attack Force Z, 1982年）
- 《獵殺紅色十月》（The Hunt for Red October, 1990年）
- 《侏羅紀公園》（Jurassic Park, 1993年）
- 《鋼琴別戀》（The Piano, 1993年）
- 《戰慄黑洞》（In the Mouth of Madness, 1994年）
- 《大冒險家：森林王子》（The Jungle Book, 1994年）
- 《異煞》（Event Horizon, 1997年）
- 《變人》（Bicentennial Man, 1999年）
- 《侏羅紀公園3》（Jurassic Park 3, 2001年）
- 《球戀大滿貫》（Wimbledon, 2004年）
- 《都鐸王朝》（The Tudors, 2007年）（電視劇）
- 《華麗安琪兒》（Angel, 2007年）
- 《血世紀》（Daybreakers, 2009年）
- 《貓頭鷹守護神》（Legend of the Guardians: The Owls of Ga'Hoole, 2010年）
- 《尋龍奪寶》（The Dragon Pearl, 2011年）
- 《愛重來》（The Vow, 2012年）
- 《鋼鐵墳墓》（Escape Plan, 2013年）
- 《聯合激情》（United Passions, 2014年）
- 《自杀四人组》（A Long Way Down, 2014年）
- 《回溯》（Backtrack, 2015年）
- 《女兒》（The Daughter, 2015年）
- 《震盪效應》（Concussion, 2015年）
- 《神鬼嚎野人》（Hunt for the Wilderpeople, 2016年）
- 《湯米的榮耀》（Tommy's Honour, 2016年）
- 《腦波遊戲》（DxM, 2017年）
- 《雷神索爾3：諸神黃昏》（Thor: Ragnarok, 2017年，客串）
- 《疾速救援》（The Commuter, 2018年）
- 《比得兔》（Peter Rabbit, 2018年）
- 《比得兔兔》（Peter Rabbit 2: The Runaway, 2021年）
- 《侏羅紀世界：統霸天下》（Jurassic World: Dominion, 2022年）
- 《雷神索爾：愛與雷霆》(Thor: Love and Thunder, 2022年)

## 外部連結
- 森·尼爾在互联网电影资料库（IMDb）上的資料（英文）
- Two Paddocks官網 （页面存档备份，存于）